# Olibrus millefolii
Olibrus millefolii is een keversoort uit de familie glanzende bloemkevers (Phalacridae). De wetenschappelijke naam van de soort werd in 1800 gepubliceerd door Gustaf von Paykull.